# Delilah (cantante)
Delilah, pseudonimo di Paloma Ayana Stoecker (Parigi, 23 settembre 1990), è una cantautrice britannica.

## Biografia
Delilah ha iniziato a prendere sul serio il canto dopo la morte del patrigno, un DJ, avvenuta in un incidente nel 2002. Il primo strumento che ha imparato a suonare è stato il pianoforte, con cui ha scritto la sua prima canzone all'età di 12 anni. Si è iscritta al City and Islington College per conseguire una laurea in musica, ma ha abbandonato gli studi alcuni mesi dopo.
Nel 2008 ha scelto uno studio di registrazione del Tottenham per lavorare ad un progetto universitario in cui, con un produttore locale, ha registrato quattro tracce. Un amico associato a Choice FM ha ascoltato le canzoni e le ha inviate alla Island Records, attirando l'attenzione dei dirigenti delle principali case discografiche.
Ha firmato per la Atlantic Records all'età di 17 anni. Ha supportato in tournée il gruppo musicale Chase & Status nel Regno Unito e in seguito ha collaborato nel brano Time con questi ultimi e Plan B, che ha raggiunto la 21ª posizione nella Official Singles Chart. Dopo il successo in concerto con Chase & Status, Delilah ha accompagnato Maverick Sabre nel suo tour autunnale inglese del 2011.
L'album in studio di debutto, Form the Roots Up, è stato pubblicato il 30 luglio 2012. È stato prodotto da Syience ed ha esordito in 5ª posizione nella Official Albums Chart. Dal disco sono stati estratti numerosi singoli: Go, Love You So, Breathe, Inside My Love e Shades of Grey, che hanno raggiunto rispettivamente la 17ª, 118ª, 87ª, 60ª e 119ª posizione in madrepatria. A febbraio 2012 la cantante ha diffuso il mixtape 2-4am tramite download gratuito sul suo sito web.
Nel 2012 Delilah si è esibita con Emeli Sandé al KOKO di Londra per MTV Brand New. Per tutta la primavera del medesimo anno è stata impegnata nel suo primo tour solista, seguito da un altro ad ottobre. A maggio 2012 ha aperto una serie di date per il cantante Prince.

## Discografia

### Album in studio
- 2012 - From the Roots Up

### Mixtape
- 2012 - 2-4am

### Singoli

#### Come artista principale
- 2011 – Go
- 2011 – Love You So
- 2012 – Breathe
- 2012 – Inside My Love
- 2012 – Shades of Grey
- 2014 – Never Be Another (con Devlin)
- 2022 - Fault Lines

### Come artista ospite
- 2011 – Time (Chase & Status feat. Delilah)